# 张勋 (东汉)
張勳，東漢末年人物，袁術部下，袁術封為大將軍。

## 生平
建安二年（197年），袁術遣張勳、橋蕤等連同白波賊韓暹、楊奉合兵攻打呂布。後韓暹、楊奉為呂布離間，反攻張勳、橋蕤等，張勳等敗退。袁術死後，張勳欲與楊弘率眾投降孫策，為廬江太守劉勳攻擊，收編其手下。